# النشيفه السفلى (مدغل الجدعان)

تعديل مصدري - تعديل

النشيفه السفلى هي إحدى قرى عزلة مدغل الجدعان بمديرية مدغل الجدعان التابعة لمحافظة مأرب، بلغ تعداد سكانها 164 نسمة حسب تعداد اليمن لعام 2004.